# Koutoura
Koutoura är en ort i Burkina Faso.   Den ligger i regionen Cascades, i den sydvästra delen av landet, 400 km sydväst om huvudstaden Ouagadougou. Koutoura ligger 283 meter över havet och antalet invånare är 2 214.
Terrängen runt Koutoura är huvudsakligen platt. Koutoura ligger nere i en dal. Närmaste större samhälle är Niangoloko, 11,7 km sydväst om Koutoura. 
Omgivningarna runt Koutoura är huvudsakligen savann. Runt Koutoura är det glesbefolkat, med 13 invånare per kvadratkilometer.